# Повелитель зверей (телесериал)
«Повелитель зверей» (англ. BeastMaster) — телесериал совместного производства Австралии, Канады и США. Шоу было создано по мотивам романа Андре Нортон «Повелитель зверей».

## Описание
В древние времена, когда миром правил закон магии и мир дикой природы, родилась дивная легенда про воина, который понимал язык зверей, боролся с колдунами и тёмными силами. Его звали Дар — последний из племени. А ещё его величали — Повелитель Зверей.

## В ролях
- Дэниэл Годдар — Дар — Повелитель Зверей (65 эпизодов)
- Джексон Рэйне — Тао (65 эп.)
- Стивен Грайвз — Король Зед (озвучено как Эд) (32 эп.)
- Моника Шнарре — Колдунья #1(29 эп.)
- Грэхам Бонд — Старейший (24 эп.)
- Марджин Холден — Арина (22 эп.)
- Дилан Бирк — Колдунья #2 (9 эп.)
- Девид Патерсон — Король Воден (9 эп.)
- Айвор Кэнтс — Слитиус (9 эп.)
- Эмили де Рэвин — Демон Курапира (8 эп.)
- Натали Джексон Мендоса — Кира (7 эп.)
- Сэм Хили — Демон Иара (7 эп.)
- Тасма Уолтон — Каро

```
Колин Хендли.  Король Єльдар                
Отец Дара
```

## Список эпизодов(дата премьеры)
| Сезон 1 - 01 — The Legend Continues /Легенда продолжается/ (09.10.1999) - 02 — Obsession /Одержимость/(16.10.1999) - 03 — The Island /Остров/ (23.10.1999) - 04 — A Simple Truth /Обычная справедливость/ (30.10.1999) - 05 — Amazons /Амазонки/ (06.11.1999) - 06 — The Demon Curupira /Демон Курапира/(13.11.1999) - 07 — The Umpatra /Импатра/ (20.11.1999) - 08 — The Last Unicorns /Последние единороги/ (27.11.1999) - 09 — Circle of Life /Круг жизни/ (04.12.1999) - 10 — Riddle of the Nymph /Загадка нимфы/ (15.01.2000) - 11 — Valhalla /Валгалла/ (22.01.2000) - 12 — The Slayer /Убийца/ (29.01.2000) - 13 — The Minotaur /Минотавр/ (05.02.2000) - 14 — The Guardian /Хранитель/ (12.02.2000) - 15 — The Chameleon /Хамелеон/ (19.02.2000) - 16 — A Devil’s Deal /Сделка с Дьяволом/ (26.02.2000) - 17 — Tears of the Sea /Слёзы моря/ (04.03.2000) - 18 — The Burning Forest /Горящиё лес/ (22.04.2000) - 19 — The Golden Phoenix /Золотой феникс/ (29.04.2000) - 20 — Gemini /Созвездие Близнецов/ (06.05.2000) - 21 — Rescue /Спасение/ (13.05.2000) - 22 — Revelations /Откровение/ (20.05.2000) | Сезон 2 - 01 — Manlinks /Человеческие связи/ (07.10.2000) - 02 — Iara /Иара/ (14.10.2000) - 03 — Seer /Провидица/ (16.10.2000) - 04 — Orpheo /Орфей/ (23.10.2000) - 05 — Xinca /Кзинка/ (04.11.2000) - 06 — Ghosts of the Forest /Духи леса/ (11.11.2000) - 07 — Rage /Ярость/ (18.11.2000) - 08 — White Tiger /Белый тигр/ (20.11.2000) - 09 — Heart Like a Lion /Львиное сердце/ (27.11.2000) - 10 — Gone /Ушедшее/ (22.01.2001) - 11 — Golgotha /Голгофа/ (27.01.2001) - 12 — Tao’s Brother /Брат Тао/ (29.01.2001) - 13 — Wild Child /Дитя леса/ (03.02.2001) - 14 — Mate for Life /Друзья на всю жизнь/ (12.02.2001) - 15 — Centaurs /Кентавры/ (24.02.2001) - 16 — Fifth Element /Пятый элемент/ (26.02.2001) - 17 — A Terrible Silence /Необыкновенная тишина/ (14.04.2001) - 18 — Birds /Птицы/ (21.04.2001) - 19 — Mydoro /Мадора/ (28.04.2001) - 20 — Game of Death /Игра со смертью/ (05.05.2001) - 21 — Regeneration /Возрождение/ (12.05.2001) - 22 — Clash of the Titans /Схватка титанов/ (19.05.2001) | Сезон 3 - 01 — The Legend Reborn/Легенда возрождается/ (01.10.2001) - 02 — The Crystal Ark /Хрустальный ковчег/ (08.10.2001) - 03 — Chosen One /Избранный/ (15.10.2001) - 04 — Veil of Death /Вальс смерти/ (27.10.2001) - 05 — The Prize /Приз/ (03.11.2001) - 06 — Tiger, Tiger… /Тигр. тигр.../ (10.11.2001) - 07 — Slayer’s Return /Возвращение убийцы/ (17.11.2001) - 08 — Destiny /Судьба/ (24.11.2001) - 09 — Serpent’s Kiss /Поцелуй змеи/ (01.12.2001) - 10 — Dispossessed /Бесправные/ (19.01.2002) - 11 — Turning Point /Переломный момент/ (21.01.2002) - 12 — The Hunter /Охотник/ (02.02.2002) - 13 — Turned to Stone /Превратившиеся в камень/ (04.02.2002) - 14 — The Choice /Выбор/ (11.02.2002) - 15 — Sisters /Сёстры/ (23.02.2002) - 16 — The Alliance /Содружество/ (25.02.2002) - 17 — The Trial /Суд/ (14.04.2002) - 18 — The Devil You Know /Враг которого ты знаешь/ (15.04.2002) - 19 — Double Edged /Острый меч/ (22.04.2002) - 20 — Rites of Passage /Обряд посвящения/ (29.04.2002) - 21 — End Game /Конец игры/ (06.05.2002) - 22 — A New Dawn /Новый рассвет/ (13.05.2002) |